# Massacre de Montejurra
Les incidents de Montejurra ou le massacre de Montejurra étaient une attaque terroriste néo-fasciste qui a eu lieu le 9 mai 1976, lorsque deux membres carlistes ont été tués et trois autres grièvement blessés par des hommes armés lors de la célébration annuelle du Parti carliste tenue à Montejurra, Navarre, Espagne.

## Arrière-plan et incident

### Arrière-plan
Les carlistes, membres d'un mouvement monarchiste contre-révolutionnaire qui a rejoint l'alliance des nationalistes soutenant Franco pendant la guerre civile espagnole (1936-1939), s'étaient divisés entre leurs tendances plus traditionnelles, contre-révolutionnaires, d'Ancien Régime, catholiques, anticapitalistes, des adhérents monarchistes antisocialistes et pro-légitimes et un nouveau mouvement nationaliste de gauche confédéraliste, socialiste et autogestionnaire. La moitié du mouvement a été la cible d'un violent incident organisé par les partisans de Franco, officieusement appelés le « Bunker », qui contrôlaient toujours l'appareil d'État. Ricardo García Pellejero et Aniano Jiménez Santo, deux partisans du prétendant carliste Carlos-Hugo de Borbón-Parme, ont été assassinés par des hommes armés d'extrême droite. Au moment des événements, le magazine britannique The Economist spéculait sur une éventuelle implication du gouvernement dans les événements :

« La région est si étroitement surveillée que les partis d’opposition ont du mal à organiser même de petites réunions privées. Pourtant, d'une manière ou d'une autre, au sommet d'une colline entourée de gardes civils, plus de 50 hommes armés ont pu s'établir pendant 24 heures, tendre une embuscade, ouvrir le feu et s'enfuir sans attirer l'attention des autorités. »

### Incident
Parmi les auteurs présumés du crime figuraient Stefano Delle Chiaie, un néofasciste italien impliqué dans des actions terroristes en Amérique latine, et 15 anciens membres de l'Alliance anticommuniste argentine (Triple A), dont Rodolfo Almirón (qui, en 1983, s'est révélé être le chef de la sécurité personnelle de Manuel Fraga, le ministre espagnol de l'Intérieur). Le tollé général suscité par ce rapport a contraint Fraga à licencier Almirón.
L'agence de renseignement espagnole SECED a amené des membres d'extrême droite aux célébrations de Montejurra, tandis que d'autres organisations extrémistes, comme les Guerrilleros de Cristo Rey, Fuerza Nueva et d'autres, ont contacté des membres des néofascistes internationaux italiens et du Triple A. Augusto Cauchi serait plus tard impliqué dans le massacre de Bologne en 1980, au cours duquel 85 personnes sont mortes dans le bombardement et plus de 200 ont été blessées.

## Conséquences
Sous la pression du Parti carliste, le gouvernement a inculpé de meurtre deux citoyens espagnols, José Luis Marín García Verde et Hermenegildo García Llorente. Le gouvernement les a libérés sans procès dans le cadre d'une amnistie générale accordée aux prisonniers politiques en mars 1977.
Le 11 novembre 2003, après plusieurs échecs, une des motions du Parti carliste a conduit la Haute Cour espagnole à déclarer que les deux carlistes morts étaient des victimes du terrorisme. Cela a permis à leurs familles de réclamer une indemnisation auprès du gouvernement espagnol.
Au nom des victimes, en janvier 2007, l'avocat espagnol José Angel Pérez Nievas a porté plainte contre Rodolfo Almirón, le leader du Triple A, affirmant qu'il devrait être jugé pour ses actions présumées lors des événements de Montejurra. Il avait été appréhendé en Espagne en décembre 2006, à la suite d'un mandat d'arrêt pour meurtre et d'une demande d'extradition émise par un juge argentin. Alors qu'Almirón était renvoyé en Argentine, il a subi un accident vasculaire cérébral et n'a pas pu se représenter au procès. Il est mort en 2009.